# Двойное графство

Графства Гэльской атлетической ассоциации. Тёмными тонами отмечены графства с хёрлингом как наиболее развитым спортом, светлыми — графства с гэльским футболом, средней яркости — графства с одинаковой развитостью видов спорта

Двойное графство (англ. Dual county, ирл. Contae déach) — термин в гэльских играх, которым называют графство-член Гэльской атлетической ассоциации, где уровень выступлений команд по хёрлингу и гэльскому футболу приблизительно одинаковый. Так, команды Дублина играют в дивизионе 1 в Национальной лиге хёрлинга и Национальной футбольной лиге, а команды Лиишь — во втором дивизионе по гэльскому футболу и первом по хёрлингу. По аналогии «двойным игроком» или «дуальным игроком» называют спортсмена, который играет и в гэльский футбол, и в хёрлинг.

## Список графств
Среди графств ГАА выделяются следующие, которые можно отнести к «двойным графствам»:
- Голуэй
- Дублин
- Карлоу
- Клэр
- Корк[англ.]
- Лиишь
- Оффали
- Слайго
- Типперэри[англ.]
- Уэксфорд[англ.]
- Уэстмит[англ.]

## Достижения
- Всеирландскими чемпионами и по гэльскому футболу, и по хёрлингу хотя бы один раз становились только команды Типперэри и Корка: Типперэри выиграл оба турнира в один год в 1895 и 1900 годах, Корк — в 1890 и 1990 годах. С 1935 года Типперэри не выигрывал ни один турнир, выиграв только Всеирландский чемпионат по гэльскому футболу среди команд второго эшелона[англ.] в 2011 году.
- В 2011 году Дублин выиграл Национальную лигу хёрлинга, в 2013 году — чемпионат Ленстера, став тем самым «двойным графством» и прибавив эти достижения к своим успехам в гэльскому футболу.
- Некоторые команды можно при определённых условиях отнести к «двойным графствам». Уэстмит и Карлоу обладают сильными командами по хёрлингу и тренировочными базами, как и Дерри и Даун. Слайго, Килдэр, Уиклоу и Мит являются потенциально сильными командами по хёрлингу благодаря сильным клубным выступлениям, что компенсирует их невысокие уровни выступления в гэльском футболе.